# Love at First Sight
"Love at First Sight" er en dance pop-sang af den australske sangerinde Kylie Minogue fra hendes ottende studioalbum Fever (2001). Sangen blev skrevet af Kylie Minogue, Richard Stannard, Julian Gallagher, Ash Howes og Martin Harrington. Stannard og Gallagher har ligeledes produceret.

## Udgivelse
Sangen blev udgivet som albummets tredje single dan 10. juni 2002 i Storbritannien af Parlophone. Sangen blev senere udgivet i Australien og New Zealand. Med sin succes blev "Love at First Sight" udgivet i USA af Capitol Records i 2002.
"Love at First Sight" nåede nummer to på UK Singles Chart og blev certificeret sølv med salg af 183.800 eksemplarer. Sangen blev også en succes andre steder og singlen nåede Top 10 i Spanien, Israel, Hong Kong, Polen, Canada, Ungarn og Irland. I Australien nåede sangen nummer tre på ARIA Charts og blev certificeret guld af Australian Recording Industry Association med salg af over 35.000 eksemplarer. Sangen nåede nummer ni i New Zealand og blev certificeret guld af Recording Industry Association of New Zealand.
På grund af gode modtagelse blev sangen udgivet i USA med en anden version af Ruff & Jam. Singlen blev hendes anden udgivelse i træk på Billboard Hot 100 og nåede nummer 23 på hitliste. Sangen blev også vellykket på Hot Dance Club Songs og nåede førstepladsen.

## Formater og sporliste
Britisk CD 1
1. "Love at First Sight" – 3:59
2. "Can't Get Blue Monday Out of My Head" – 4:03
3. "Baby" – 3:48
4. "Love at First Sight" (Video)

Britisk CD 2
1. "Love at First Sight" – 3:59
2. "Love at First Sight" (Ruff and Jam Club Mix) – 9:31
3. "Love at First Sight" (The Scumfrog's Beauty and the Beast Vocal Edit) – 4:26

Australsk CD
1. "Love at First Sight" – 3:59
2. "Can't Get Blue Monday Out of My Head" – 4:03
3. "Baby" – 3:48
4. "Love at First Sight" (Ruff and Jam Club Mix) – 9:31
5. "Love at First Sight" (Twin Masterplan Mix) – 5:55
6. "Love at First Sight" (The Scumfrog's Beauty and the Beast Vocal Edit) – 4:26

## Hitlister
| Hitliste (2002)                   | Placering |
| --------------------------------- | --------- |
| Australien (ARIA Charts)          | 3         |
| Østrig (Ö3 Austria Top 40)        | 29        |
| Belgien (Ultratop 50 Flandern)    | 25        |
| Belgien (Ultratop 40 Vallonien)   | 28        |
| Danmark (Tracklisten)             | 6         |
| Nederlandene (Dutch Top 40)       | 15        |
| Finland (Suomen virallinen lista) | 18        |
| Frankrig (SNEP)                   | 33        |
| Tyskland (Media Control Charts)   | 16        |
| Irland (Irish Singles Chart)      | 7         |
| Italien (FIMI)                    | 8         |
| New Zealand (RIANZ)               | 9         |
| Spanien (PROMUSICAE)              | 7         |
| Schweiz (Schweizer Hitparade)     | 22        |
| Sverige (Sverigetopplistan)       | 36        |
| Storbritannien (UK Singles Chart) | 2         |
| USA (Billboard Hot 100)           | 23        |
| USA (Hot Dance Club Songs)        | 1         |

## Certificering
| Land                | Certificering |
| ------------------- | ------------- |
| Australien (ARIA)   | Guld          |
| New Zealand (RIANZ) | Guld          |
| Storbritannia (BPI) | Sølv          |